# Melithaea albitincta
Melithaea albitincta är en korallart som först beskrevs av Ridley 1884.  Melithaea albitincta ingår i släktet Melithaea och familjen Melithaeidae. Inga underarter finns listade i Catalogue of Life.